# Deniz Kılıçlı
Deniz Kılıçlı (Samsun, 23 d'octubre de 1990) és un jugador de bàsquet turc. Va iniciar el basquetbol a Anadolu Efes de Kadıköy, Istanbul i va ser el primer esportista turc que va arribar a jugar en la final del Campionat de bàsquet de l'NCAA dels Estats Units, en la final del 2010 entre Butler Bulldogs i Duke Blue Devils. Va ser integrant de la selecció turca que va guanyar la medalla d'or als Jocs del Mediterrani de 2013 a Mersin.